# Heteronyx aridus
Heteronyx aridus är en skalbaggsart som beskrevs av Blackburn 1889. Heteronyx aridus ingår i släktet Heteronyx och familjen Melolonthidae. Inga underarter finns listade i Catalogue of Life.